# 時間エージェント
『時間エージェント』（じかんエージェント）は、小松左京による短編小説シリーズ。モンキー・パンチによるコミカライズ、テレビドラマ化もされた。

## 概要
「T・P・ジー・ビー」シリーズとして、『HEIBONパンチDELUXE』（平凡出版）に掲載され、後に『ビッグコミック』（小学館）にも掲載された。
漫画版は、モンキー・パンチ作画により、『増刊漫画アクション』（双葉社）1977年5月31日号、1977年6月28日号、1977年8月3日号に掲載されたが、8月3日号で『増刊漫画アクション』が休刊となったため、3話で終了している。
1980年にはNHK少年ドラマシリーズとして『ぼくとマリの時間旅行』のタイトルでドラマ化されている。
1985年2月11日にTBSラジオ『ラジオ図書館』の1編として、『時間エージェント』が放送されている。出演は富山敬、平野文、宮川洋一、若山弦蔵。

## 解説
1957年にヒュー・エヴェレット3世が量子力学の観点から多世界解釈を提唱したことで、タイムトラベル物における古典的な「親殺しのパラドックス」に一定の解を与えることになったが、小松は本作において、この並行宇宙的なイメージを取り入れると共に、従来の一本線の時間観も取り入れている。タイムトラベラーを登場させたことによるつじつま合わせのための喜劇調のドタバタが小松左京ワールドに適していると科学ジャーナリストの尾関章は評している。
また、『小指の想い出』、『帰って来たヨッパライ』の歌詞といった執筆当時に流行していたフレーズも作中で多く取り入れられている。

### 漫画版
角川文庫版に掲載されているモンキー・パンチの解説によれば、当時のモンキー・パンチは、話題となっていた『日本沈没』もタイトルこそ知っていたものの小松左京の小説は短編、長編問わずに読んでおらず、「シリアスな話を書く人、劇画家向け」という印象を持っていた。編集者から本作の漫画化を提案されても乗り気ではなかったが、渡された本作の原稿を読んだところ、これを非常に気に入る。モンキー・パンチ以外に数名の劇画家へ漫画化のオファーが行われていたが、是非にと連載をもぎ取った。モンキー・パンチ自身も漫画執筆に力を入れていたようで、解説で自身の代表作である『ルパン三世』よりも「線を多く描いた」と述べている。
また、モンキー・パンチは連載のあった1977年暮れから小松が東京ムービーから依頼されていた3Dアニメの企画にも男性キャラクターのキャラクター・デザインとして参加している（なお、女性キャラクターは萩尾望都がデザイン）。この3Dアニメの企画は製作までこぎつけなかったが、この時のストーリーのアイデアが『さよならジュピター』へとつながっていった。

## あらすじ
失業中の「ぼく」（トダ）が、平日の昼前の喫茶店でぼんやりしていると、汗まみれの男が「やっと見つけた」とやって来た。その男は「ぼく」と同じ顔をしていた。もう1人の「ぼく」は2年後からやって来たと言い、「ぼく」を西銀座ビル街の空き事務所に連れて行って、ロッカーに押し込んだ。ロッカーから出てくると、空き事務所は「コスモス観光KK東京支社」のオフィスになっていた。観光会社は世を偽る仮の姿。実は「時間管理局20世紀日本東京支部」で、ここは2年後の世界。時間旅行が手軽にできるようになった未来人が時間パトロールのために設置したのだった。時間パトロールの目的は「時間犯罪者」の取り締まり。時間犯罪とは、過去を変えようとする行為といったようなものを指し、時間管理局は「時間の秩」を護る組織なのだった。

## 各話
原人密輸作戦
『HEIBONパンチDELUXE』1965年9月号掲載。
漫画版『増刊漫画アクション』1977年5月31日号掲載。
上述あらすじのようにトダは2年後のトダに2年後の世界に連れてこられる。2年後では装置の故障から銀座にマンモスが出現しかかっていたのだ。その騒動を鎮めている間、上司マリの相手をさせるためにトダは連れてこられたのだった。マンモス騒動の影でネアンデルタール人の密輸が画策されていた。
一つ目小僧
『HEIBONパンチDELUXE』1965年11月掲載。
漫画版『増刊漫画アクション』1977年6月28日号掲載。漫画版には銭形平次が登場する。
19世紀日本江戸支部のエージェントが行方不明になったので、トダとマリは黒船来航直前の弘化年間に出張してくる。エージェントは一つ目小僧を調査していて行方不明になったらしい。
幼児誘拐作戦
『HEIBONパンチDELUXE』1966年1月掲載。
漫画版『増刊漫画アクション』1977年8月3日号掲載。
3年後に勃発するという第三次世界大戦を回避するためにトダたちが命じられたのは、いろんな年代、場所から指定された5人の幼児（生後6ヶ月から1歳未満）を誘拐してきて、これまた何処かの何時からか連れてこられたインド系の7歳くらいの少女といっしょに育てることだった。5人の幼児はすぐに喧嘩になるが、少女が「いいかげんにしなさい、もっといい子になりなさい!」と叱るとピタっと喧嘩を止めるまでになった。1年後、幼児たちはそれぞれ元の場所の1年後の時間に戻された。国際連合安全保障理事会で常任理事国の各国代表は言い争い、戦争勃発直前となる。非常任理事国として参加していたインド代表が各国代表を「いいかげんにしなさい、もっとよく話し合いなさい!」と一喝する。
タイムトラブル
『HEIBONパンチDELUXE』1966年3月掲載。
24世紀日本支部に出張にいったマリは24世紀の男女二人に捕らえられて20世紀日本支部に戻って来た。男女二人の目的は日本の首相を誘拐し、24世紀に連れて行くこと。24世紀は時間跳躍機械が実用化され一般人も使用できるようになったばかりで、男女二人を含む不良グループたちは誰が一番すごいものを持ってくるかゲームをしていたのだった。
地図を捜せ
『HEIBONパンチDELUXE』1966年5月掲載。
未来の地図が写されたマイクロフィルムを取り戻すようトダに指令が下る。そのマイクロフィルムを使って値上がりする土地を買って財を成した財閥、その秘密を嗅ぎつけたマフィアや華僑との争奪戦にトダは巻き込まれる。
幻のTOKYO CITY
『HEIBONパンチDELUXE』1966年7月掲載。
別の並行世界の宇宙空間が、この世界を侵略しようとしていた。トダとマリは必死に防衛するが、ついには東京が侵略されてしまう。運良くトダは助かった。“彼”は侵略の始まる少し前から時間軸を分岐させ、無事だった東京を作り出すことにするが、その東京にマリの姿は無かった。
ジンギス汗の罰
『ビッグコミック』1968年創刊号。
義経=ジンギスカン説を正史にしようと企む時間犯罪者が源義経を衣川の戦いから救い出そうとしている。トダに与えられた任務は義経の救出を阻むか、義経が助かってしまっていた場合には追跡して義経を説得し、自殺させて歴史を守ることだった。ところが、その時間犯罪者を捕らえてみると、手違いでジンギスカンのほうが死んでしまっていた。歴史を表面上は正しくするために、トダは奔走する。
耶馬台国騒動
『ビッグコミック』1968年創刊2号。
魏志倭人伝に記されている邪馬台国女王の名前が卑弥呼ではなく計女呼（ケメコ）になってしまった。『ケメ子の歌』なんてのが流行っている20世紀の日本担当のトダに歴史修正の命令が下りる。戦艦大和を邪馬台国に持ってきたり、ニイタカヤマノボレの暗号電文を日本海軍が理解できないようにして新高山に登らせたり、むちゃくちゃな歴史改変を行う犯人を追ってトダが奔走する。

## 登場人物
トダ
時間管理局のエージェント。
「原人密輸作戦」の時点で身長176センチメートル、体重76キログラム。顔は自己評価で「二枚目三分の一にギリギリだが、口もとにしまりがなく、目にオッチョコチョイの兆候がある」。
上述のように「原人密輸作戦」の事件で時間管理局の存在を知ったために現地人エージェントとしてスカウトされ、訓練を経て採用。その後、自分をスカウトするハメになる。
マリ
時間管理局20世紀日本東京支部の所長。
ほりの深い顔だちのグラマー美女。トダとは肉体関係を結んでいる。未来人であり、実年齢は秘密だが、真実を知ったトダがショックを受けるような年齢。
“彼”
時間管理局特別捜査課（通称「本部」）の「えらい人」。本名、役職不明。本部の存在する年代、場所も不明（50世紀の太陽系内のどこからしい）。きっちりした服装をしており、白人のようにも東洋人のようにも見え、60歳以上にも40代にも見える。トダやマリに連絡電話で本部指令を伝えているが、「原人密輸作戦」や「幼児誘拐作戦」のような重大案件の場合には20世紀日本東京支部まで出向いてくる。
姪がいて、「ジンギス汗の罰」「耶馬台国騒動」に登場する。

## 書籍情報
小説
- 『三本腕の男』（1970年、立花書房）
  - 「フラフラ国始末記」「三本腕の男」、時間エージェントシリーズ全8話を収録

- 『三本腕の男』（1980年、角川文庫）
立花書房版の文庫化。解説、モンキー・パンチ
- 『時間エージェント』（1975年、新潮文庫）
- 『時間エージェント』（1985年、新潮文庫、ISBN 4101097054）
- 『小松左京全集完全版 第13巻 短編小説集 五月の晴れた日に／サテライト・オペレーション』（2008年、城西国際大学出版会、ISBN 9784903624136）
『HEIBONパンチDELUXE』掲載の6話を収録
- 『小松左京全集完全版 第15巻 短編小説集 飢えた宇宙／戦争はなかった 収蔵作品』（2010年、城西国際大学出版会、ISBN 9784903624150）
『ビッグコミック』掲載の2話を収録
- 『小松左京セレクション 2 (時間エージェント)』（2010年、ポプラ社、ISBN 978-4591119990）

漫画
- 『時間エージェント』（1979年、双葉社）
「デッド・ブルース」（『シャム猫』のコミックス未収録の一編）

カセットブック
- 『時間エージェント』（1987年、ソニー・マガジンズ、ISBN 978-4789703079） - ラジオ図書館として1985年2月11日に放送されたものと同じく主演は、富山敬だが、内容は別。
- 『時間エージェント』（1987年、CBS・ソニー出版、ISBN4-7897-0307-X） - 定価1,300円 STEREO DOLBY SYSTEM A面・31分/B面・27分、原作：小松左京、脚本：阿見宏介、演出：鈴木久尋、出演:ぼく/富山敬、マリ/田坂都、浪人・男Ｂ（東洋人）/水島鉄夫、彼・電話の声A/矢田穂、リン・ネアンデルタール人/神山卓三、男A（外国人風の男）・電話の声B/仲木隆司、　他、ナレーター/津田喬